# شورش‌های استون‌وال
شورش‌های استون‌وال (به انگلیسی: Stonewall riots) همچنین به عنوانِ قیام استون‌وال، طغیان استون‌وال یا به‌صورت ساده استون‌وال (به انگلیسی: Stonewall uprising, Stonewall rebellion, or simply Stonewall)، رشته‌ای از برخوردهای خشونت‌آمیز بین پلیس و فعالان حقوق همجنس‌گرایان بود که از ساعت‌های نخست ۲۸ ژوئن ۱۹۶۹ در بیرون از بار استون‌وال این در دهکده گرینویچ نیویورک آغاز گشت. این درگیری‌ها نقطه آغاز جنبش حمایت از حقوق همجنس‌گرایان دانسته می‌شوند.

## پیش‌زمینه
در ۱۹۶۹ میلادی درخواست روابط همجنس‌گرایانه در نیویورک و همه مراکز شهری ممنوع بود. بارهای همجنس‌گرایان به عنوان پناهگاهی برای مردان و زنان همجنس‌گرا و سایر افرادی که از نظر تمایل جنسی تهدید می‌شدند، مطرح بودند. این افراد می‌توانستند بدون نگرانی از آزار دیگران، یکدیگر را ملاقات کنند. اما بیشتر این بارها اغلب از طرف پلیس مورد حمله قرار می‌گرفتند.
بار استون‌وال این یکی از مکان‌های شناخته شدهٔ اجتماع همجنس‌گرایان بود که در دهکده گرینویچ نیویورک قرار داشت. در آن زمان گزارش شده بود که این بار بدون مجوز اقدام به فروش نوشیدنی‌های الکلی کرده‌است. در ساعت‌های آغازین روز یکشنبه، ۲۸ ژوئن ۱۹۶۹، نه مأمور پلیس وارد بار شده و کارمندان آن را به جرم فروش بدون مجوز نوشیدنی بازداشت کردند. آن‌ها با حامیان مسئولان بار با خشونت رفتار کردند و پس از تخلیه بار تعدادی دگرجنس‌پوش را نیز بازداشت نمودند. این سومین یورش به بارهای همجنس‌گرایان در دهکده گرینویچ در بازه زمانی کوتاهی بود.
دگرباشان اینبار عقب‌نشینی نکرده و پراکنده نشدند. خشمشان مسلم بود. آن‌ها که نظاره‌گر انتقال اجباری حامیان بار به درون ون پلیس بودند، شروع به هو کردن و تنه زدن به پلیس و پرتاب بطری و زباله به سوی مأموران کردند. مأموران پلیس که انتظار چنین رفتاری را نداشتند، درخواست نیروی کمکی کرده و در بار پناه گرفتند در حالی که حدود ۴۰۰ نفر به شورش می‌پرداختند و سعی داشتند به داخل بار نفوذ کنند. زمانی که نیروهای کمکی رسیدند بار آتش گرفته بود. آن‌ها نخست آتش را خاموش و سپس جمعیت را پراکنده نمودند.
شورشیان پنج روز دیگر در بیرون استون‌وال این باقی ماندند. تاریخدانان زیادی این قیام را اعتراضی خودجوش بر ضد آزار و اذیت همیشگی پلیس و رفتار تبعیض‌آمیز با اقلیت‌های جنسی در دهه ۱۹۶۰ میلادی می‌دانند. اگرچه پیش از شورش‌هاش استون‌وال اعتراض‌های دیگری توسط گروه‌های همجنس‌گرا صورت گرفته بود، اما همجنس‌گرایان احتمالاً در واقعه استون‌وال برای نخستین بار به ارزش اتحاد برای هدفی مشترک پی‌بردند.

## میراث
استون‌وال خیلی زود به نماد مقاومت در برابر تبعیض‌های سیاسی و اجتماعی که برای چندین دهه الهام‌بخش اتحاد گروه‌های همجنس‌گرا بودند، تبدیل شد. در ۲۸ ژوئن ۱۹۷۰ نخستین رژه دگرباشان جنسی در لس‌آنجلس، شیکاگو و نیویورک به منظور بزرگداشت سالگرد شورش‌های استون‌وال برگزار شد. از آن پس هر ساله رژه‌های همجنس‌گرایان در پایان ماه ژوئن برگزار می‌شوند.
شورش‌های استون‌وال همچنین زمینه‌ساز ایجاد چندین سازمان حمایت از حقوق همجنس‌گرایان مانند گلد (اتحاد همجنس‌گرایان علیه افترا)، اوت‌ریج! (مستقر در بریتانیا)، پی‌فلگ (والدین، خانواده‌ها و دوستان همجنس‌گرایان) و کوئیر نیشن شد.
بار استون‌وال نیز در سال ۱۹۹۹ در فهرست ملی مکان‌های تاریخی ایالات متحده آمریکا جای گرفت.

## در فرهنگ عامه
- باراک اوباما در دومین مراسم تحلیف خود به شورش‌های استون‌وال اشاره کرد. وی گفت: «ما مردم امروز اعلام می‌کنیم که واضح‌ترین نشانه حقیقت این است که همه ما برابر آفریده شده‌ایم. و این برابری مانند ستاره‌ای همچنان ما را در مسیرمان راهنمایی می‌کند. از سنکا فالز تا سلما و تا استون‌وال.»[یادداشت ۱][۲]